# Абашина, Клара Николаевна
Клара Николаевна Абашина (17 июля 1928, Астрахань — 13 ноября 2009, Ростов-на-Дону) — советская и российская театральная актриса, педагог, народная артистка РСФСР (1979).

## Биография
Клара Николаевна Абашина родилась 17 июля 1928 года в Астрахани в семье учительницы и партийного работника. С детства мечтала стать артисткой. В 1951 году окончила актёрское отделение Одесского театрального училища (педагог — Алексей Максимов).
В 1949—1952 годах играла в Одесском драматическом театре Советской Армии (в 1953 году театр переехал во Львов). В 1952—1959 годах выступала в Астраханском драматическом театре. В 1959—1966 годах служила в Тамбовском драматическом театре.
С 1966 года работала в Ростовском театре драмы. Преподавала в Ростовском училище искусств.
Скончалась 13 ноября 2009 года. Похоронена на Северном кладбище Ростова-на-Дону.

### Семья
- Отец — Николай Николаевич Абашин, партийный работник (ум. 1932).
- Мать — Олимпиада Фроловна Абашина, учительница (ум. 1987).
- Муж — режиссёр и педагог Михаил Михайлович Ваховский, заслуженный деятель искусств РСФСР (1909—1980).
- Сын — Михаил Михайлович Ваховский (род. 1960), предприниматель.

## Награды и премии
- Орден «Знак Почёта» (1976).
- Заслуженная артистка РСФСР (24.10.1958).
- Народная артистка РСФСР (29.12.1979).

## Работы в театре
- «Аэропорт» Хейли А. — Ада Квонсет
- «Последний срок» Распутин В. Г. — Варвара
- «Фабричная девчонка» Володин А. М. — Женька Шульженко
- «Старомодная комедия» Арбузов А. Н. — Лидия Васильевна
- «Уступи место завтрашнему дню» Дельмар В. — Люси Купер
- «Мадемуазель Нитуш» Эрве Ф. — Нитуш
- «Последние» Горький М. — Софья
- «Валентин и Валентина»
- «Дети солнца»
- «Кадриль»
- «Мораль пани Дульской» — Дульская
- «Матерь человеческая» — мать

## Фильмография
1. 1967 — Дай лапу, Друг! — кондуктор трамвая
2. 1969 — Бамбус (телеспектакль) — учительница
3. 1972 — Иванов катер — эпизод
4. 1976 — Быть братом — Клавдия Петровна